# Selman Iyi

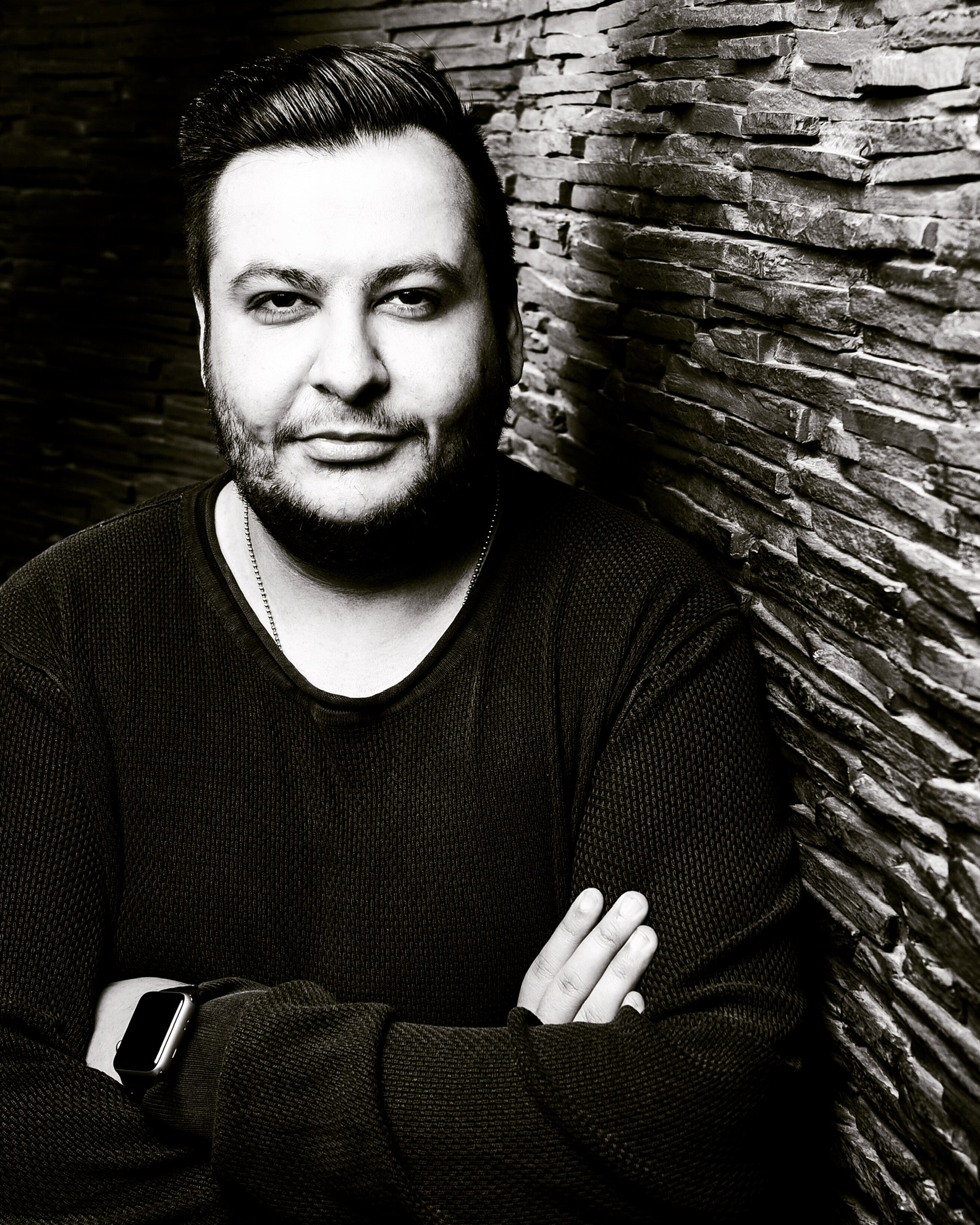
Selman Iyi Titelbild

Selman Iyi (* 28. April 1993 in Moers) ist ein deutsch-türkischer Schauspieler, der in Deutschland lebt und aufgewachsen ist. Er wurde mit Produktionen wie Köln 50667 und Alarm für Cobra 11 bekannt.

## Leben
Selman Iyi wuchs im Duisburger Stadtteil Homberg auf. Seine Eltern sind türkischer Abstammung und beide selbstständig. Er besuchte bis zum Abitur die Schule in Deutschland, danach ging er ins Ausland, um dort die Abiturprüfung abzulegen. Er studierte zwei Jahre im Ausland, bevor er wieder nach Deutschland zurückkehrte. Ende 2018 fing er mit der Schauspielerei an und wirkte seitdem in einigen Produktionen als Klein- und Nebendarsteller mit.

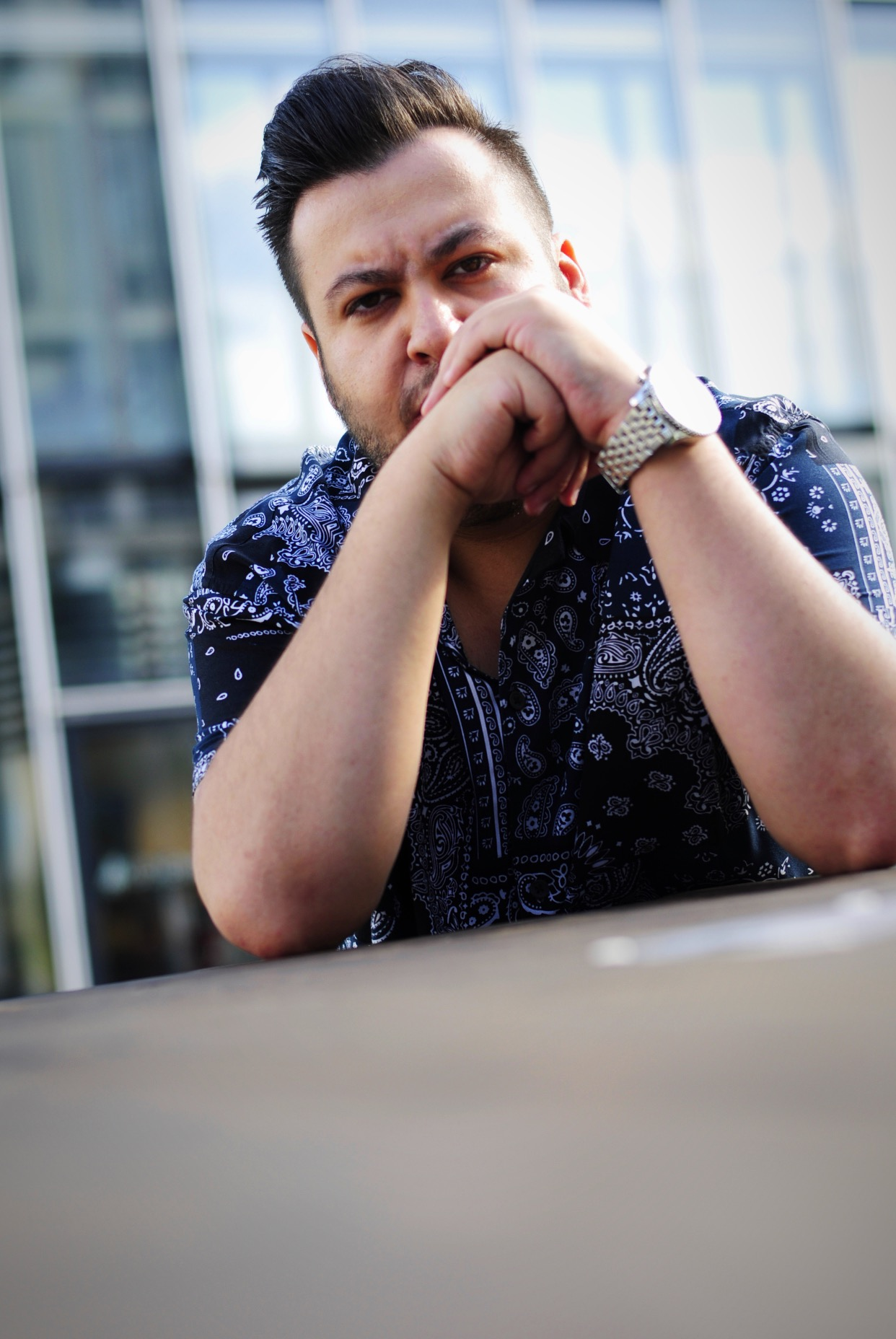
Selman Iyi Frontalaufnahme

## Karriere
Seinen ersten Auftritt hatte Selman Iyi bei RTL II in der Fernsehserie Köln 50667 als ein türkischer Macho, der einen Streit in einer Bar anzettelt. Danach spielte er einen SEK-Beamten in der RTL-Serie Alarm für Cobra 11. Ebenso hatte er in den Serien Unter uns, Alles was zählt oder Breaking Even kleinere Darsteller- und Nebenrollen.
2022 Spielt Selman Iyi in dem Kinofilm John Wick: Chapter 4 einen Koch.

## Filmografie
- 2019–2020: Köln 50667 (Fernsehserie)
- 2019: Volle Reife
- 2019: Alarm für Cobra 11 – Die Autobahnpolizei (Fernsehserie)
- 2019–2020: Die Martina Hill Show (Fernsehserie)
- 2019: Sekretärinnen – Überleben von 9 bis 5 (Fernsehserie)
- 2019: Alef (Fernsehserie)[3]
- 2019–2020: Çukur (Fernsehserie)
- 2019–2020: İstanbullu Gelin (Fernsehserie)[4]
- 2020: Je suis Karl
- 2020: Deutscher (Miniserie)
- 2020: Unter uns (Fernsehserie)
- 2020: Alles was zählt (Fernsehserie)
- 2020: Breaking Even (Fernsehserie)
- 2020: Professor T. (Fernsehserie)
- 2020: Tatort Deutschland (Fernsehserie)

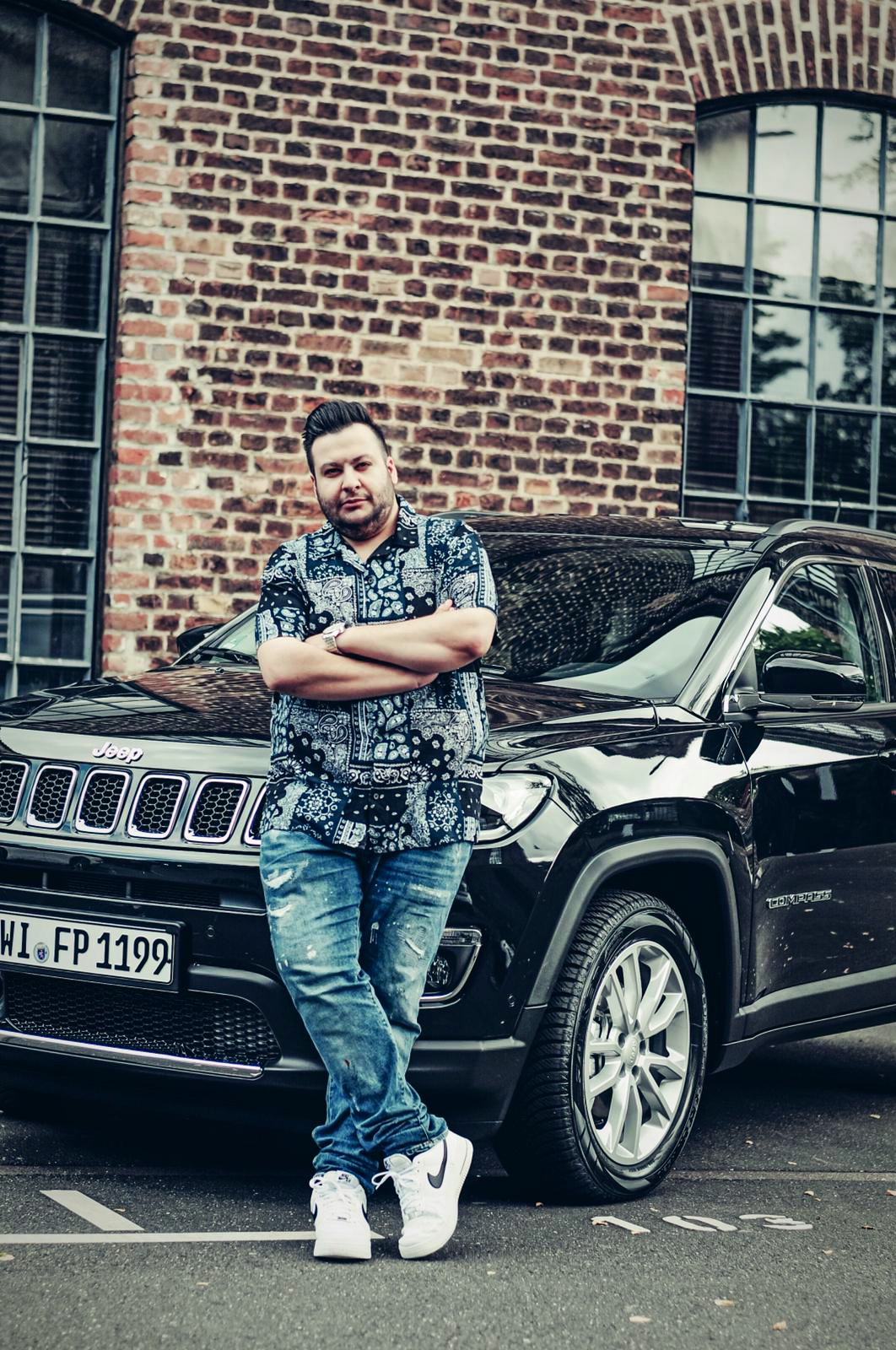
Selman Iyi Ganzkörper

- 2023: John Wick: Chapter 4[5]

## Werbeauftritte
- 2019 Burger King Deutschland